# Brough Castle

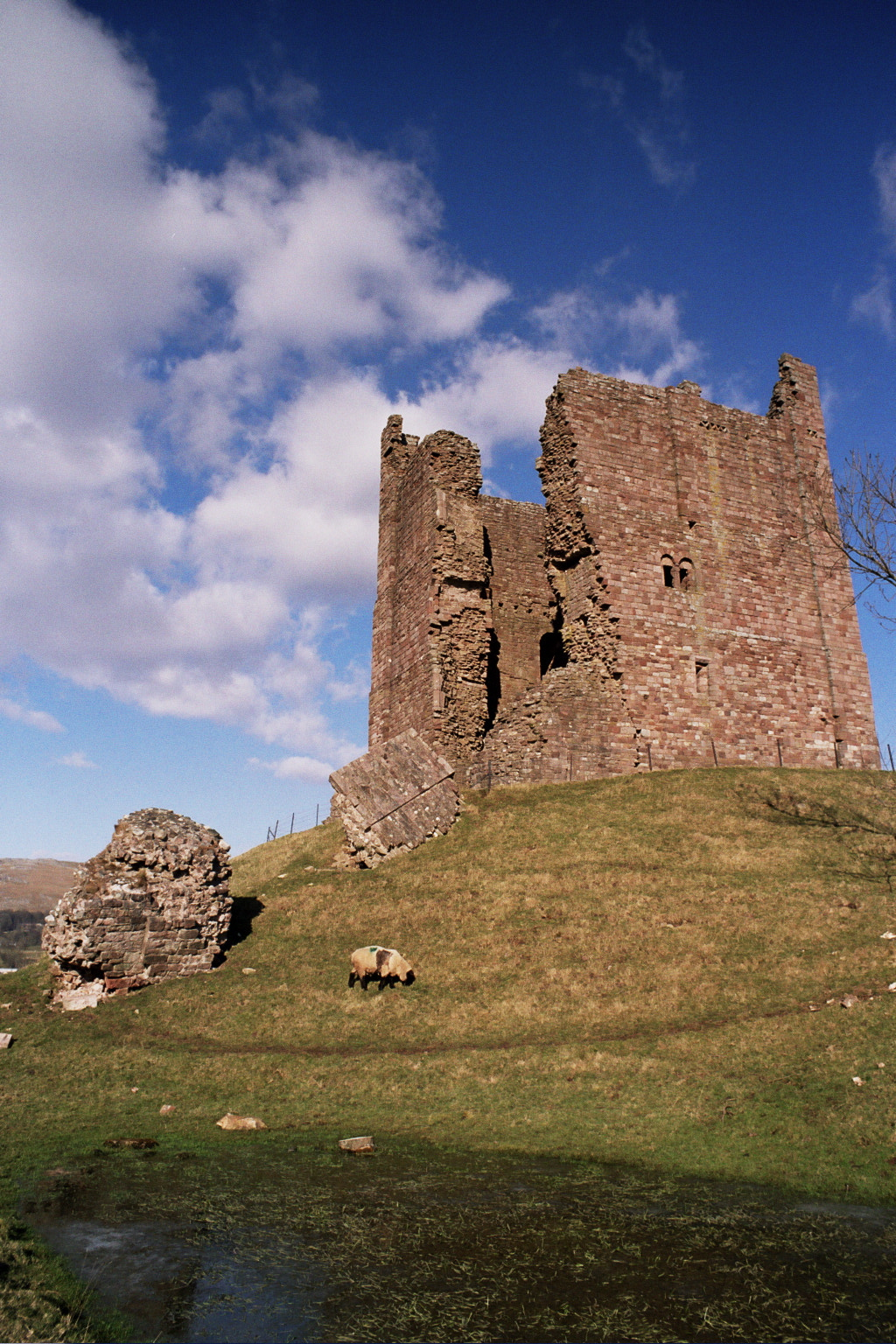
Die Ruine des Donjons von Brough Castle

Brough Castle ist eine Burgruine im Dorf Brough in der englischen Grafschaft Cumbria. Wilhelm Rufus ließ die Burg um 1092 innerhalb der römischen Festung Verterae zum Schutz einer wichtigen Straße durch die Pennines bauen. Die anfängliche Motte wurde 1174 während der großen Revolte gegen König Heinrich II. von den Schotten angegriffen und zerstört. Beim Wiederaufbau nach dem Krieg entstand ein Donjon mit quadratischem Grundriss und der Rest der Burg in Stein.
Die Familie Clifford nahm nach dem Zweiten Krieg der Barone (1264–1267) in den 1260er-Jahren die Burg in Besitz. Sie ließen Clifford’s Tower bauen und eine Reihe von Renovierungsarbeiten durchführen. Dabei entstand eine Festungsanlage im typisch nordenglischen Stil. 1521 hielt Henry Clifford Weihnachtsfeierlichkeiten in der Burg ab, nach denen ein Brand ausbrach, der das ganze Gebäude zerstörte. Die Burg blieb verlassen, bis Lady Anne Clifford sie in den Jahren 1659–1661 wiederaufbauen ließ und sie als einen ihrer Landsitze in Nordengland nutzte. 1666 brach ein weiterer Brand aus, der die Burg erneut in einen unbewohnbaren Zustand versetzte. Brough Castle war damit dem raschen Verfall preisgegeben und wurde zuerst seiner Einrichtung und seiner Mauern beraubt. Die restlichen Burgmauern begannen um 1800 einzustürzen.
Im Jahre 1921 überließ die Familie die Burgruine dem Staat. Heute wird sie von English Heritage verwaltet und dient als Touristenattraktion. Sie wurde als historisches Gebäude I. Grades und als Scheduled Monument gelistet.

## Geschichte

### 11. Jahrhundert
Brough Castle wurde an Stelle der 1,2 Hektar großen römischen Festungsanlage Verterae errichtet, die bis zum 5. Jahrhundert betrieben wurde. Das Anwesen schützte den Stainmore Pass, der vom Tal des Eden über die Pennines führte, und die römische Straße von Carlisle zur Ermine Street, einer damals wichtigen Handelsstraße.
Nach der normannischen Eroberung Englands 1066 unterwarf Wilhelm der Eroberer den Norden des Landes in einer Reihe blutiger Kämpfe und die Nordwestregion wurde zu einem umkämpften Grenzgebiet zwischen den normannischen und schottischen Königen. Wilhelms Sohn, Wilhelm Rufus, besetzte den Norden 1091 und ließ um 1092 Brough Castle im nördlichen Teil der alten römischen Festungsanlage errichten, damit man die bereits existierenden Erdwälle weiter nutzen konnte, ähnlich wie das bei den nahegelegenen Burganlagen von Brougham und Lancaster geschah. Von der Nordseite des Anwesens aus kann man den Eden überblicken. Diese Burg war vermutlich eine Motte, der Donjon hatte Steinfundamente und war hauptsächlich aus Holz gebaut, während der Rest der Festung in eine Vorburg mit Palisaden verwandelt wurde. Das Dorf Church Brough entstand zusammen mit der Burg etwa um dieselbe Zeit als geplante Siedlung und Teil der normannischen Kolonisation der Lowlands in der Region.

### 12. Jahrhundert
Die Gegend um Brough blieb weiterhin ein Streitpunkt zwischen den Königen von England und Schottland. 1173 fiel Wilhelm der Löwe von Schottland als Teil der großen Revolte gegen die Herrschaft Königs Heinrich II. ein. Wilhelms Armee stieß nach Süden vor, schaffte es aber nicht, das Wark-on-Tweed Castle einzunehmen und griff daher Carlisle an. Als die Einnahme ebenfalls scheiterte, nahmen sie Appleby Castle stattdessen ein, bevor sie sich Brough Castle zuwandten.

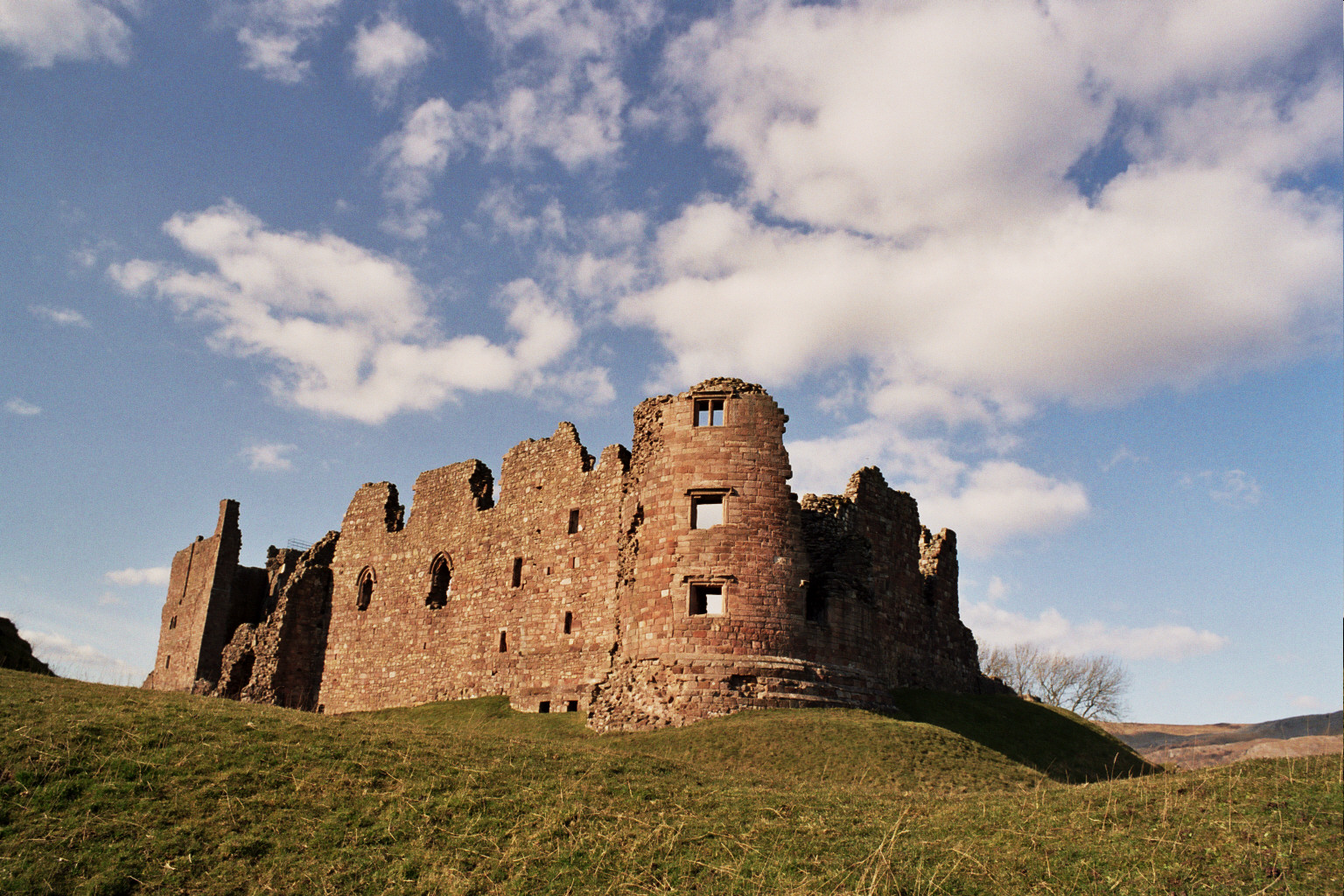
Brough Castle von Südosten mit Clifford’s Tower mit seinen Fenstern aus dem 17. Jahrhundert (rechts) und dem Donjon (links)

Brough Castle, das von sechs Rittern verteidigt wurde, leistete heftigen Widerstand, aber Wilhelm nahm die äußeren Befestigungen ein, belagerte dann den Donjon und drohte mit der Auslöschung der gesamten Garnison, wenn die Burg ihm nicht übergeben würde. Wilhelms Truppen setzten den Donjon in Brand, um die Garnison zu Aufgabe zu zwingen. Einer der Ritter kämpfte laut dem Historiker Jordan Fantosme an vorderster Front mit Speeren und hölzernen Lanzen, bis er schließlich überwältigt wurde. Wilhelms ließ dann die restlichen Befestigungen der Burg von seinen flandrischen Hilfstruppen zerstören. Heinrichs Truppen besiegten die Wilhelms 1174 in der Schlacht von Alnwick und Brough Castle wurde später im selben Jahr zurückerobert.
Heinrich II. ließ in den 1180er-Jahren einen Donjon aus Stein mit quadratischem Grundriss bauen. Die Arbeiten ließ zunächst Theobald de Valoignes und dann Hugh de Morville durchführen, der auch die Reste der Burg wieder aufbauen ließ. Der neue Donjon wurde in die Mauern der Vorburg eingefügt, damit man von ihm aus direkt die äußeren Befestigungen verteidigen konnte. Thomas de Wyrkington ließ zwischen 1199 und 1202 weitere Arbeiten für Johann Ohneland ausführen und verwandelte die Burg in eine vollständig steinerne Festung.

### 13. bis 15. Jahrhundert

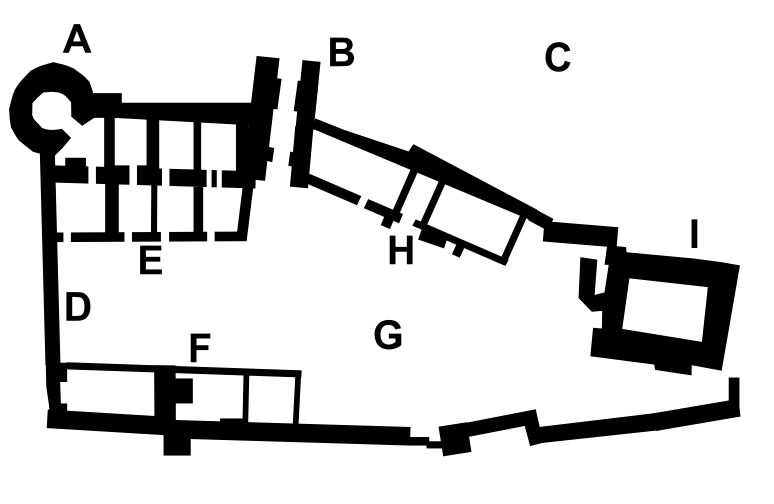
Grundriss der späteren Burg: A – Clifford’s Tower; B – Torhaus; C – Überreste der römischen Festung; D – Standort des Rittersaals im 12. Jahrhundert; E – innere und äußerer Räume; F – Küche, Backhaus und Brauhaus; G – Vorburg; H – Stallungen; I – Donjon

König Johann verlieh 1203 den Titel eines Lords von Westmoreland – wozu auch Brough gehörte – an Robert de Vieuxpont. Robert erweiterte die Burg, um seiner Herrschaft über die Region Ausdruck zu verleihen, in der er mit anderen Mitgliedern seiner umfangreichen Familie um die Kontrolle wetteiferte. Robert starb 1228, hinterließ der Krone große Schulden in Höhe von £ 2000 und die Burg seinem jungen Sohn John. Der Burgwächter seines Sohns, Hubert de Burgh, beauftragte den Prior von Carlisle mit der Verwaltung des Anwesens und die Burg verfiel. John starb bei der Unterstützung der Rebellen im Zweiten Krieg der Barone zwischen 1264 und 1267 und seine Ländereien wurden zwischen seinen beiden Töchtern, Isabel und Idonea, aufgeteilt. Isabel de Vieuxpont erbte Brough Castle und die östlichen Ländereien der Vieuxponts. König Heinrich III. übertrug dann die Vormundschaft über einige dieser Ländereien an Roger de Clifford. Roger heiratete dann Isabel und erwarb so alle ihre Ländereien, womit eine lange Zeit der Kontrolle der Barone von Clifford über die Burg begann.
Die Cliffords vereinigten 1333 erfolgreich die früheren Ländereien der Vieuxponts wieder und kontrollierten so das Edental durch ihre Burgen in Appleby, Brougham, Pendragon und Brough. Robert de Clifford, 1. Baron de Clifford kontrollierte Brough Castle ab etwa 1308 und ließ die Befestigungen verstärken, indem er die Ostmauer erneuern und einen neuen Rittersaal sowie einen neuen Rundturm mit Räumen für ihn selbst bauen ließ, der Clifford’s Tower genannt wurde. Diese Räume der Herrschaft werden wohl ähnlich denen gewesen sein, die im ebenfalls von Robert erbauten Appleby Castle bis heute erhalten sind.
Robert de Clifford, 1. Baron de Clifford fiel 1314 in der Schlacht von Bannockburn gegen die Schotten, die die Gegend um die Burg noch 1314 und nochmals 1319 angriffen. Dabei wurde der nahegelegene Ort Church Brough schwer in Mitleidenschaft gezogen. Etwa zu dieser Zeit wurde die Ortschaft Market Brough an der Straße unterhalb der Burg angelegt, womit die Cliffords ihre Verdienstmöglichkeiten von Handel entlang des Flusstals verbessern wollten. Market Brough erhielt 1330 einen königlichen Freibrief und scheint seine Nachbargemeinde Church Brough schnell als Hauptort der Gegend überflügelt zu haben.
In den 1380er-Jahren entschloss sich Roger de Clifford, 5. Baron de Clifford, die Burg zu modifizieren, zum Teil auch, um die Befestigungen zu verstärken. Roger ließ Arbeiten an den meisten der Clifford-Burgen in der Gegend ausführen und in Brough Castle ließ er die Südmauer und die Räume der Herrschaft neu bauen, wobei er den bisherigen Rittersaal durch einen moderneren Block mit Saal und Gemächern im Obergeschoss ersetzen ließ. Clifford’s Tower beherbergte nun die Gemächer und der alte Rittersaal wurde in einen Solar umgestaltet. Mit Ausnahme von Clifford’s Tower spiegelte dieser Umbau den damals in Nordengland typischen Baustil für Burgen wider, der quadratische Grundrisse und Türme im Unterschied zu den eher runderen Formen des Südens bevorzugte. Die Vorburg wurde etwa in derselben Zeit mit Kieselsteinen verkleidet.
Das Torhaus wurde um 1450 mit Strebewerken verstärkt und ein zusätzlicher Hof in der Vorburg angelegt, vermutlich von Thomas Clifford, 8. Baron de Clifford. In den Rosenkriegen zwischen den rivalisierenden Häusern von Lancaster und York unterstützten die Cliffords das Haus von Lancaster. Thomas starb 1455, gefolgt von seinem Sohn John 1461. Brough Castle wurde zeitweilig von den Yorkisten eingenommen, bis Johns Sohn Henry 1485 die Ländereien der Familie von König Heinrich VII. zurückbekam.

### 16. und 17. Jahrhundert

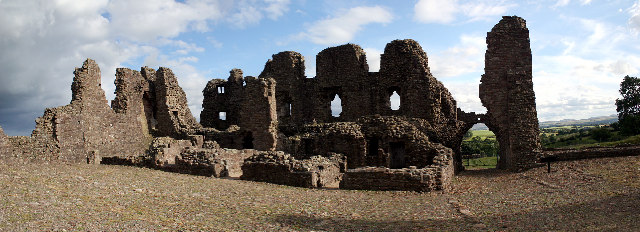
Die inneren und äußeren Räume (links) und das Torhaus (rechts) vom Burghof aus

An Weihnachten 1521 brach nach Weihnachtsfeierlichkeiten, die Henry Clifford ausrichtete, ein Brand in der Burg aus, der die bewohnbaren Teile zerstörte. Henry starb kurz danach und die Burg blieb viele Jahre lang eine Ruine.
Erst im 17. Jahrhundert wurde die Burg von Anne Clifford, einer Großgrundbesitzerin und Mitglied der Familie Clifford, wiederaufgebaut. Sie wollte sich in den Jahren des Commonwealth nach dem Bürgerkrieg in den Norden zurückziehen. Auch wenn Anne königstreu war, wurde sie doch von mächtigen Freunden in der herrschenden Fraktion der Roundheads geschützt und konnte so ihre Besitzungen ungestört genießen. Sie ließ eine Reihe von Clifford-Burgen wiederaufbauen, darunter auch Brough Castle, für das sie die Restaurierungsarbeiten zwischen 1659 und 1661 in Auftrag gab. Anne ließ in Brough Castle mehr Arbeiten durchführen als in all ihren anderen Besitzungen, um den Zustand der Burg vor 1521 wiederherzustellen. Obwohl Anne zeitgenössische Baustile gewohnt war, fielen ihre Restaurierungsarbeiten doch sehr traditionell aus; die existierende, typische Auslegung nordenglischer Burgen wurde weitergeführt und man versuchte bedachtsam, Ausstattungen aus dem 12. Jahrhundert im Donjon wiederherzustellen. Als Teil dieser Arbeiten wurden neue Fenster, ein Eingang in den Donjon im Erdgeschoss und neue Wohnungen für die Dienerschaft geschaffen, um der Besitzerin den Lebensstil des ausgehenden 17. Jahrhunderts zu ermöglichen; 1665 hatte die Burg 24 Feuerstellen.
Anne benannte den Donjon von Brough Castle in „Römischer Turm“ um, weil sie dachte, er sei von den Römern erbaut worden. In ihrer Zeit in der Burg lebte sie zum Teil im Clifford’s Tower, zum Teil in Herrschaftsräumen der Burg und, als die Arbeiten fortgeschritten waren, auch im Donjon; 1665 konnte sie erstmals das Weihnachtsfest in der Burg verbringen. Im Jahre 1666 suchte ein weiteres Feuer die Burg heim und machte sie wieder unbewohnbar. In der Folge wurden die verbleibenden Gebäude in der Vorburg in Gerichtsgebäude umgebaut. Anne starb 1676; die Burg war da immer noch nicht wieder aufgebaut.

### 18. bis 21. Jahrhundert

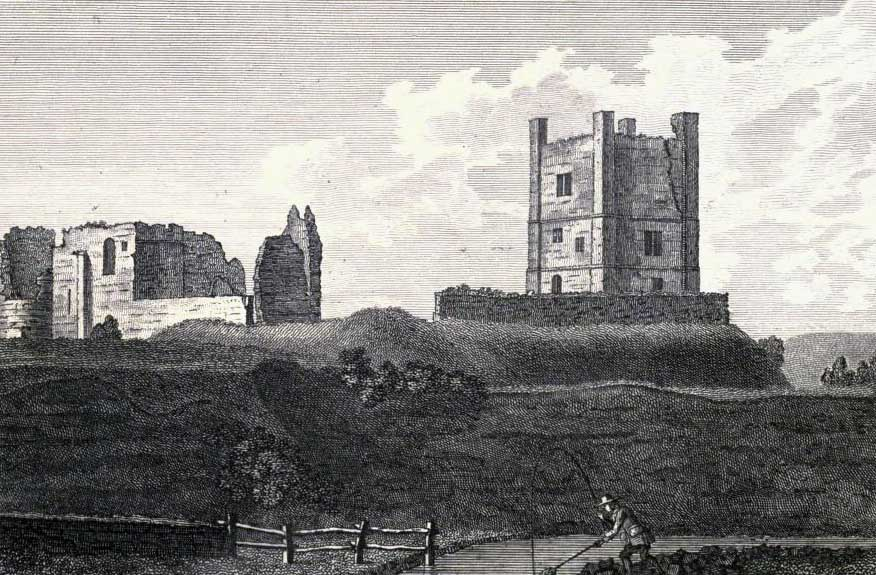
Brough Castle 1775

Annes Tochter, Margaret, heiratete John Tufton, 2. Earl of Thanet. Johns Sohn, Thomas, schlachtete die Burg um 1695 aus, um mit dem Material den Wiederaufbau von Appleby Castle voranzutreiben. Die Einrichtungsgegenstände wurden 1714 verkauft und 1763 wurde ein großer Teil der Steine von Clifford’s Tower für den Bau der Mühle in Brough geplündert. Die Burg war anschließend komplett dem Verfall preisgegeben. Die Südwestecke des Donjons stürzte um 1800 teilweise ein.
1920 stürzte ein weiterer Teil der Südwestecke des Donjons ein und der damalige Eigner der Burg, Lord Hothfield, übertrug das Anwesen dem Office of Works. Arbeiten zur Stabilisierung der Ruinen wurden ausgeführt und das Anwesen unter die Verwaltung von English Heritage gestellt, die Brough Castle als historisches Gebäude I. Grades und Scheduled Monument auswies und als Touristenattraktion betrieb. 1925 gab es erste archäologische Ausgrabungen auf dem Anwesen. In den Jahren 1970/1971, 1993, 2007 und 2009 wurden diese Untersuchungen fortgeführt. Die Erosion am Mauerwerk ist weiterhin ein großes Problem und 2010 stellte English Heritage fest, dass die Burg weiter verfiel, wobei einige Teile besonders gefährdet sind.